# Лангер, Леопольд Фёдорович
Леопольд Фёдорович (Фердинандович) Лангер (1802 — 8 [20] февраля 1885, Москва) — русский композитор, органист и педагог немецкого происхождения.
Среди его сочинений имеются сонаты, романсы, фантазии на популярные мотивы. Сделал много переложений симфонических и камерных инструментальных произведений классиков.

## Биография
Родился в 1802 году.
Музыкальное образование получил в Вене, где был учеником Иоганна Гуммеля.
С начала 1820-х годов жил в Москве. 
В 1830-х годах Леопольд Лангер сблизился с семьёй Бакуниных, участвовал в устраивавшихся у них музыкальных вечерах, на которых присутствовали В. П. Боткин и В. Г. Белинский. Был близок к кружку Станкевича. 
В 1840-х—1850-х годах работал органистом в церкви. Одновременно преподавал игру на фортепиано в Александровском институте, а в 1869—1879 годах — в Московской консерватории.
Интересно, что кроме музыки, Леопольд Фёдорович увлекался гомеопатией, был поклонником учения Христиана Ганемана. Был знаком с Карлом Боянусом.
Умер 8 (20) февраля 1885 года в Москве.
Его брат — Фердинанд (1808—1870), тоже был композитором и педагогом. Сын — Эдуард (1835—1905) — тоже стал музыкантом.